# Comuna de Gidle
Gidle (polaco: Gmina Gidle) é uma gminy (comuna) na Polónia, na voivodia de Lodz e no condado de Radomszczański. A sede do condado é a cidade de Gidle.
De acordo com os censos de 2004, a comuna tem 6661 habitantes, com uma densidade 57,3 hab/km².

## Área
Estende-se por uma área de 116,32 km², incluindo:
- área agricola: 59%
- área florestal: 32%

## Demografia
Dados de 30 de Junho 2004:
|                      | Total   | Total | Mulheres | Mulheres | Homens  | Homens |
| -------------------- | ------- | ----- | -------- | -------- | ------- | ------ |
|                      | pessoas | %     | pessoas  | %        | pessoas | %      |
| População            | 6661    | 100   | 3300     | 49,5     | 3361    | 50,5   |
| Densidade (pop./km²) | 57,3    | 100   | 28,4     | 28,4     | 28,9    | 28,9   |

De acordo com dados de 2002, o rendimento médio per capita ascendia a 1358,13 zł.

## Subdivisões
- Borowa, Ciężkowice, Chrostowa, Gidle, Gowarzów, Górka, Graby, Kajetanowice, Kotfin, Ludwików, Michałopol, Piaski, Pławno, Ruda, Stanisławice, Stęszów, Włynice, Wojnowice, Wygoda, Zabrodzie, Zagórze.

## Comunas vizinhas
- Dąbrowa Zielona, Kłomnice, Kobiele Wielkie, Kruszyna, Radomsko, Żytno